# Hyléos et Rhoécos
Pour les articles homonymes, voir Rhoécos.
Dans la mythologie grecque, Hyléos et Rhoécos (en grec ancien : Ὑλαῖος καὶ Ῥοῖκος / Hylaîos kaì Rhoîkos) sont deux centaures qui tentèrent d'abuser de la vierge chasseresse Atalante ; ils se firent transpercer par ses flèches,.